# Шелопугино (Забайкальский край)
Шелопу́гино — село в Забайкальском крае. Административный центр Шелопугинского района. Входит в Перечень населенных пунктов Забайкальского края, подверженных угрозе лесных пожаров.

## География
Село находится на берегу реки Унда, на автотрассе Р429 Сретенск — Нерчинский Завод, на расстоянии 285 км к юго-востоку от города Чита, административного центра края. Ближайшая железнодорожная станция Сретенск находится на расстоянии 72 км от села. 

## История
Впервые упоминается в 1782 году как поселение, основанное переселенцами из западных губерний Российской империи. До 1917 года через село проходил главный кандальный путь Нерчинской каторги.

## Население
| 1959 | 1970  | 1979  | 1989  | 2002  | 2010  | 2021  |
| ---- | ----- | ----- | ----- | ----- | ----- | ----- |
| 2106 | ↗3296 | ↗3999 | ↗4199 | ↘3571 | ↘3274 | ↘2513 |

## Улицы
| - ул. Бабушкина, - ул. Береговая, - пер. Больничный, - ул. Бутина, - ул. Верхняя, - ул. Весенняя, - ул. Гагарина, - ул. Горинская, | - ул. Журавлёва, - ул. Заозёрная, - ул. Зелёная, - ул. Коммунальная, - ул. Кооперативная, - ул. Лазо, - ул. Лесная, - ул. Луговая, | - ул. Механизаторская, - ул. Мира, - ул. Музгина, - ул. Нагорная, - ул. Новая, - пер. Партизанский, - ул. Первомайская, - ул. Пионерская, | - ул. Победы, - ул. Погодаева, - пер. Райповский, - ул. Северная, - ул. Советская, - ул. Солнечный, - пер. Строительный, - ул. Ундинская, | - ул. Центральная, - ул. Чернышевского, - ул. Чкалова, - пер. Широкий, - ул. Школьная, - ул. Юбилейная, - ул. Южная. |

## Топографические карты
- Лист карты M-50-IV Шелопугино. Масштаб: 1 : 200 000. Указать дату выпуска/состояния местности.